# Disco de reserva (RAID)
Un disco de reserva es un disco duro que se puede utilizar en los sistemas RAID tanto hardware como software. Se trata de un dispositivo físicamente instalado en el sistema RAID que se mantiene inactivo hasta que uno de los discos activos falla. En ese momento el disco de reserva comienza a funcionar reemplazando el disco erróneo reconstruyendo el conjunto de discos. Este proceso reduce el tiempo medio de recuperación (MTBF) del sistema aunque no elimina por completo el fallo. Los subsecuentes fallos que ocurran antes de que se reconstruya el sistema RAID pueden representar una pérdida de datos. La reconstrucción del sistema puede llevar varias horas, sobre todo en sistemas muy cargados. La rápida sustitución de los discos erróneos es de vital importancia puesto que los discos de un conjunto RAID suelen tener la misma carga de uso. RAID 6 sin discos de reserva usa el mismo número de discos que un RAID 5 con un disco de reserva y protege los datos contra dos fallos simultáneos, pero requiere un controlador RAID más sofisticado. Además, un disco de reserva se puede utilizar simultáneamente por múltiples conjuntos RAID.